# Pier Vittorio Tondelli
Pier Vittorio Tondelli (n. 14 septembrie 1955, Correggio, Emilia-Romagna, Italia – d. 16 decembrie 1991, Reggio Emilia, Italia) a fost un scriitor și jurnalist italian.

## Scrieri

### Romane
- Altri libertini (1980)
- Pao Pao (1982)
- Rimini (1985)
- Camere separate (1989)